# Boys & Girls
Boys & Girls is een nummer van de Amerikaanse Black Eyed Peas-rapper Will.i.am uit 2016, in samenwerking met de Amerikaanse zangeres Pia Mia. Het nummer bevat een sample van "Break This Heartbeak" van Kylie Minogue en Fernando Garibay.
In de Verenigde Staten, het thuisland van zowel Will.i.am als Pia Mia, wist het nummer geen hitlijsten te behalen. In Nederland ook niet. Wel bereikte het nummer nog net de Vlaamse Ultratop 50 met een 49e positie.